# Rhododendron neoglandulosum
Rhododendron neoglandulosum är en ljungväxtart som beskrevs av Harri Harmaja. Rhododendron neoglandulosum ingår i släktet rododendron, och familjen ljungväxter. Inga underarter finns listade i Catalogue of Life.

## Bildgalleri

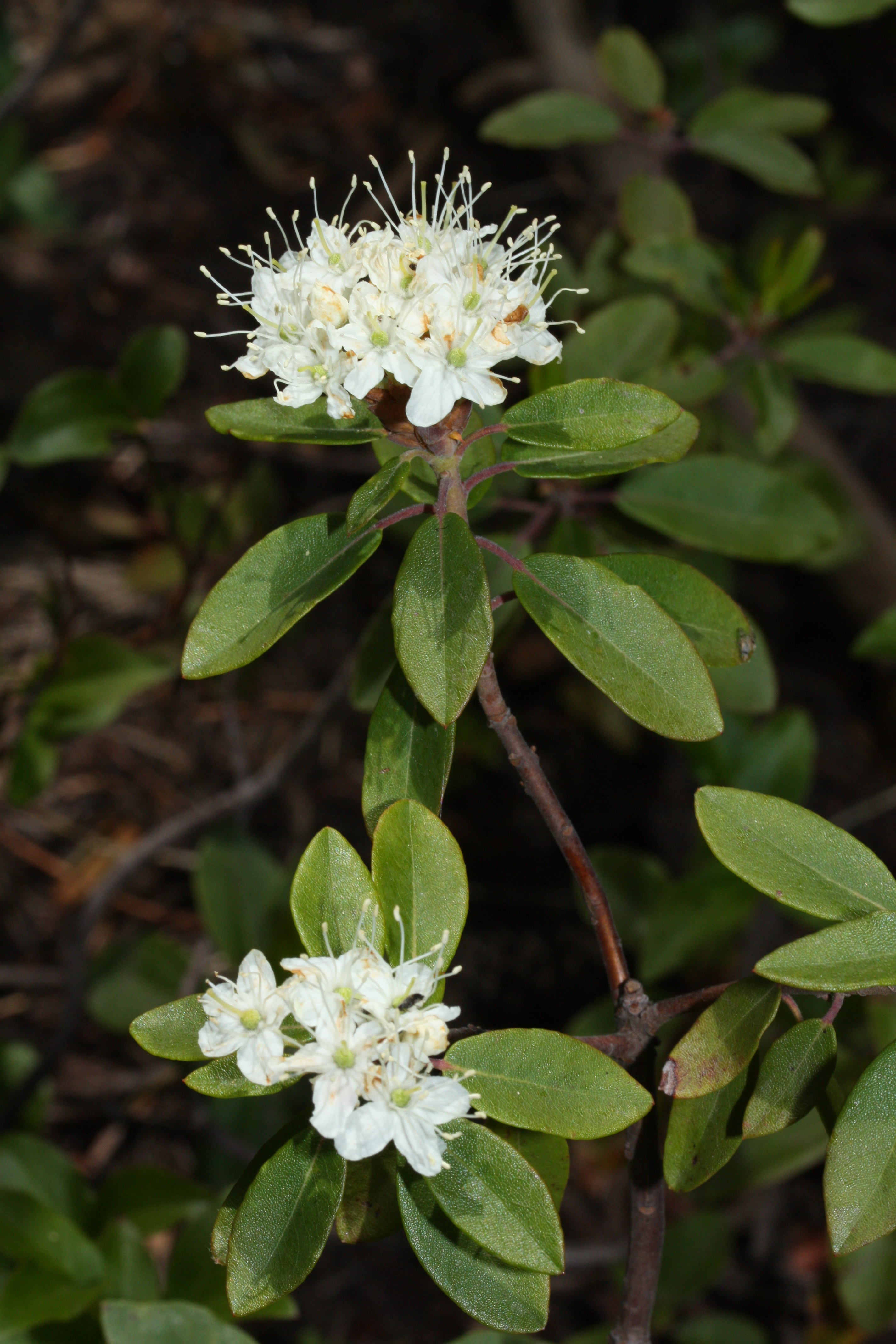